# Пуансо (лунный кратер)
Кратер Пуансо (лат. Poinsot) — крупный древний ударный кратер в северной приполярной области обратной стороны Луны. Название присвоено в честь французского математика и механика Луи Пуансо (1777—1859) и утверждено Международным астрономическим союзом в 1970 г. Образование кратера относится к донектарскому периоду.

## Описание кратера

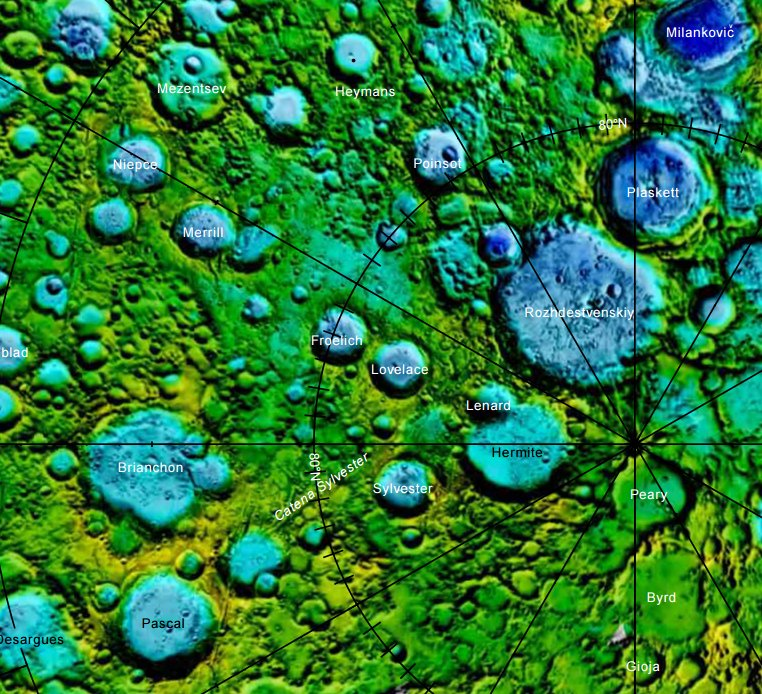
Окрестности кратера Пуансо. Фрагмент карты области северного полюса Луны.

Ближайшими соседями кратера являются кратер Пласкетт на западе-северо-западе; кратер Хаскин на северо-востоке; кратер Хейманс на юге и кратер Тиссен на юго-западе. Селенографические координаты центра кратера 78°54′ с. ш. 146°13′ з. д. / 78,9° с. ш. 146,21° з. д., диаметр 65,1 км, глубина 2,75 км.
Кратер имеет близкую к циркулярной форму с небольшим удлинением по оси север-юг и значительно разрушен. Вал сглажен и перекрыт множеством мелких кратеров, особенно в восточной части. Внтуренний склон вала широкий и гладкий, прорезан радиальными бороздами и отмечен множеством мелких кратеров. Высота вала над окружающей местностью достигает 1270 м, объем кратера составляет приблизительно 4100 км³. Дно чаши ровное, испещрено множеством мелких кратеров, в западной части чаши расположен приметный чашеобразный кратер с острой кромкой вала.

## Сателлитные кратеры

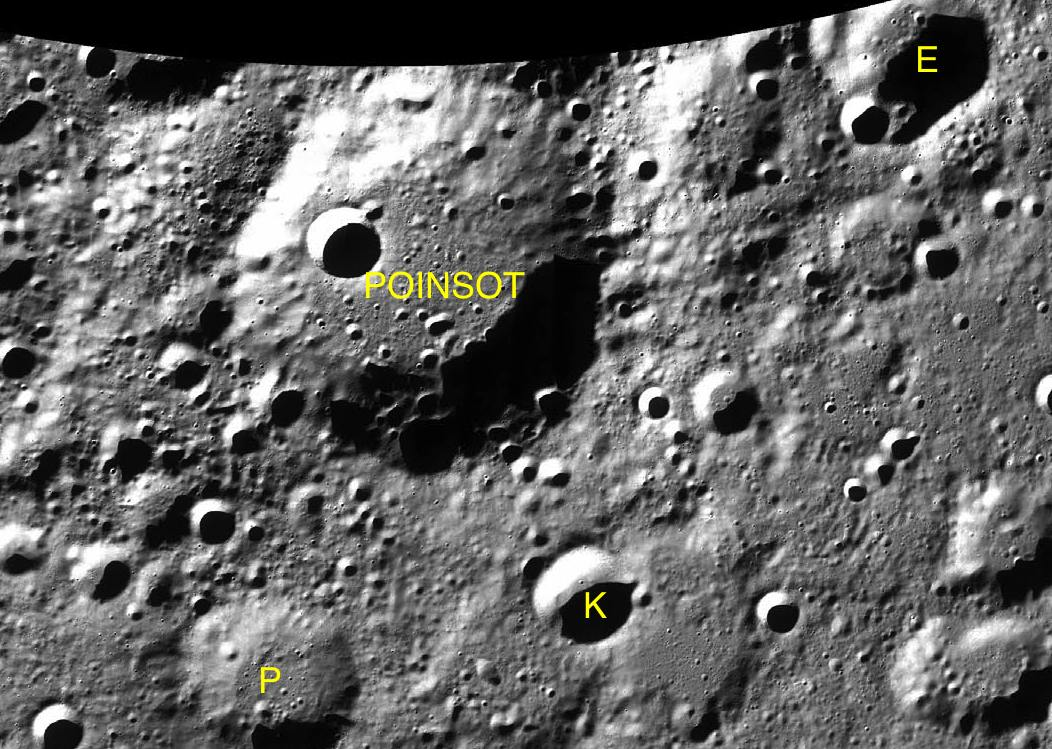
Фрагмент карты LAC-8.

| Пуансо | Координаты                                              | Диаметр, км |
| ------ | ------------------------------------------------------- | ----------- |
| E      | 79°46′ ю. ш. 131°26′ в. д. / 79,77° ю. ш. 131,43° в. д. | 30,3        |
| K      | 77°04′ ю. ш. 142°23′ в. д. / 77,06° ю. ш. 142,38° в. д. | 16,0        |
| P      | 76°38′ ю. ш. 149°57′ в. д. / 76,64° ю. ш. 149,95° в. д. | 28,3        |